# Volusianus római császár
Imperator Caesar Caius Vibius Afinius Gallus Valdumnianus Volusianus Augustus, általánosan elterjedt néven Volusianus császár (? – 253 augusztusa) a Római Birodalom társcsászára 251 novembere és 253 augusztusa között. 
Amikor Trebonianus Gallus visszatért Rómába a Duna mentén viselt hadjáratból, a szenátus Volusianust Caesarnak nevezte ki és számára a Princeps Iuventutis címet adományozta. Az előző császárok közül életben maradt Hostilianust is visszaminősítették Caesarrá. Szeptemberben azonban Trebonianus adoptálta Hostilianust és Volusianusszal együtt Augustusszá emelte őket. Hostilianus azonban novemberben elhunyt, így Volusianus maradt apja egyedüli társcsászára
Aemilianus ekkor még Alsó-Moesia helytartójaként a Dunától északra a gótok ellen folytatott sikeres hadművelet után Itáliába vonult, mert katonái őt császárnak kiáltották ki. Gallus és Volusianus a szenátussal közellenséggé nyilváníttatta a behatolót, de Gallusék katonái látták, hogy lényegesen kisebb erőt képviselnek és Rómától mintegy 30 kilométerre, Interamnáig vonulva a társcsászárokat 253 augusztusában meggyilkolták.